# Kiskunhalas (stacja kolejowa)
Kiskunhalas (węg. Kiskunhalas vasútállomás) – stacja kolejowa w Kiskunhalas, w komitacie Bács-Kiskun, na Węgrzech. 
Stacja znajduje się na ważnej linii 150 Budapest – Kelebia i obsługuje pociągi wszystkich kategorii w tym EuroCity. 

## Linie kolejowe
- Linia 150 Budapest – Kelebia
- Linia 154 Bátaszék – Baja – Kiskunhalas
- Linia 155 Kiskunhalas – Kiskunfélegyháza